# Rakówiec
Rakówiec (do 14 lutego 2002 Rakowiec) – wieś sołecka w Polsce położona w województwie mazowieckim, w powiecie mińskim, w gminie Dobre.
Prywatna wieś szlachecka Rakowiec położona była w drugiej połowie XVI wieku w ziemi liwskiej województwa mazowieckiego. W latach 1975–1998 miejscowość administracyjnie należała do województwa siedleckiego. 15 lutego 2002 nastąpiła zmiana nazwy z Rakowiec na Rakówiec.
Obecnie na terenie wsi, nad rzeką Rządzą znajdują się działki rekreacyjne. Od wiosny do jesieni przebywają tam wypoczywający letnicy.
Wierni Kościoła rzymskokatolickiego należą do parafii św. Mikołaja w Dobrem.